# 阿列克谢耶夫卡 (别尔哥罗德州)
50°38′N 38°41′E / 50.633°N 38.683°E
阿列克謝耶夫卡（羅馬化：Alekseyevka）是俄羅斯別爾哥羅德州的一個城市，位於別爾哥羅德以東306公里。2002年人口39,312人。
1685年建立，1954年設市。

## 外部連結
- Историческая информация о слободе Алексеевка （页面存档备份，存于） （俄文）